# سانهوردلند
سانهوردلند (به لاتین: Sunnhordland) یک منطقهٔ مسکونی در نروژ است که در هوردالاند واقع شده‌است. سانهوردلند ۲٬۸۶۰ کیلومتر مربع مساحت و ۵۸٬۶۸۰ نفر جمعیت دارد.